# Les Adrets-de-l'Estérel
Les Adrets-de-l'Estérel é uma comuna francesa na região administrativa da Provença-Alpes-Costa Azul, no departamento de Var. Estende-se por uma área de 22.66 km². Em 2010 a comuna tinha 2 839 habitantes (densidade: 125,3 hab./km²).